# Feilongus
Feilongus es un género extinto de pterosaurio pterodactiloideo ctenocasmatoide u ornitoqueiroide de edad del Barremiense-Aptiense en el Cretácico Inferior hallado en la formación Yixian en Beipiao, Liaoning, en la actual China. 
El género fue nombrado en 2005 por Wang Xiaolin y colaboradores. La especie tipo es Feilongus youngi. El nombre del género se deriva de Feilong, el "dragón volador". El nombre de la especie honra al difunto paleontólogo chino Yang Zhongjian o "Chung Chien Young". 
Feilongus está basado en el holotipo IVPP V-12539, un cráneo y con mandíbula articulada, que en la misma lámina tiene el neurocráneo posterior separado, de un individuo subadulto. El fósil están bastante aplastado. Es notable por tener dos crestas óseas en el cráneo (una larga y baja en el medio del hocico, y otra proyectándose hacia atrás desde la parte posterior del cráneo), y porque la mandíbula superior era 10% (27 milímetros) más larga que la inferior, dándole una pronunciada sobremordida. La parte preservada de la segunda cresta era corta con un sobresaliente borde redondeado, y pudo haber tenido una extensión de tejido suave ahora perdida. El cráneo del único individuo conocido mide 390 a 400 milímetros de largo y es extremadamente alargado con un techo levemente cóncavo. Su envergadura fue estimada por Wang como cercana a los 2.4 metros, lo cual es grande para un pterodactiloide basal. Poseía 76 dientes largos y curvados, similares a agujas, dieciocho en la mandíbula superior y diecinueve en la inferior, confinados al extremo frontal del hocico, (el tercio anterior de las mandíbulas).
Un análisis cladístico hecho por los descriptores indicó que Feilongus era el taxón hermano de un clado consistente de Gallodactylus y Cycnorhamphus, lo que significa que sería un miembro de la familia Gallodactylidae sensu Kellner, un grupo de ctenocasmatoideos, dentro del clado mayor Archaeopterodactyloidea, que contiene según Alexander Kellner a los pterodactiloides más basales. Los Ctenochasmatoidea son conocidos por tener delgados dientes numerosos y pequeños, posiblemente para filtrar comida del agua, como hacen hoy en día los flamencos. Sin embargo, en 2006 un análisis hecho por Lü Junchang excluyó la idea de que Feilongus era un arqueopterodactiloide, sino un miembro de los Ornithocheiroidea sensu Kellner, cercanos a la familia Anhangueridae. Esto significa que usando la terminología alternativa de David Unwin ellos son cercanos a los Ornithocheiroidea sensu Unwin, un grupo cuyos miembros están típicamente más adaptados a planear y a ser piscívoros. Otra publicación de Lü siguiendo esta línea de pensamiento ha situado a Feilongus y a Boreopterus dentro de una nueva familia de ornitoqueiroideos, los Boreopteridae.